# Pasterzykowate
Pasterzykowate (Nomeidae) – rodzina morskich ryb okoniokształtnych (Perciformes).

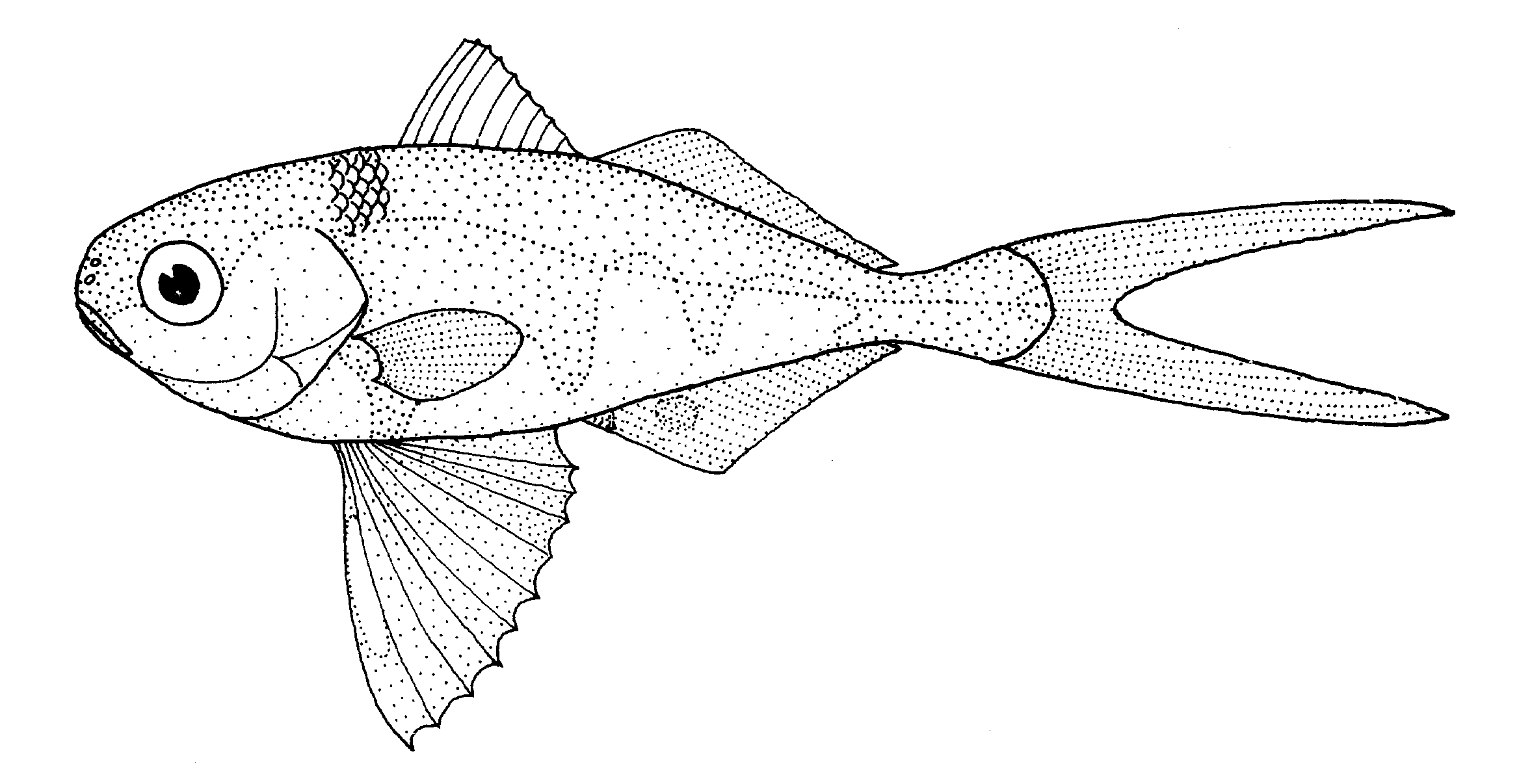
Nomeus gronovii

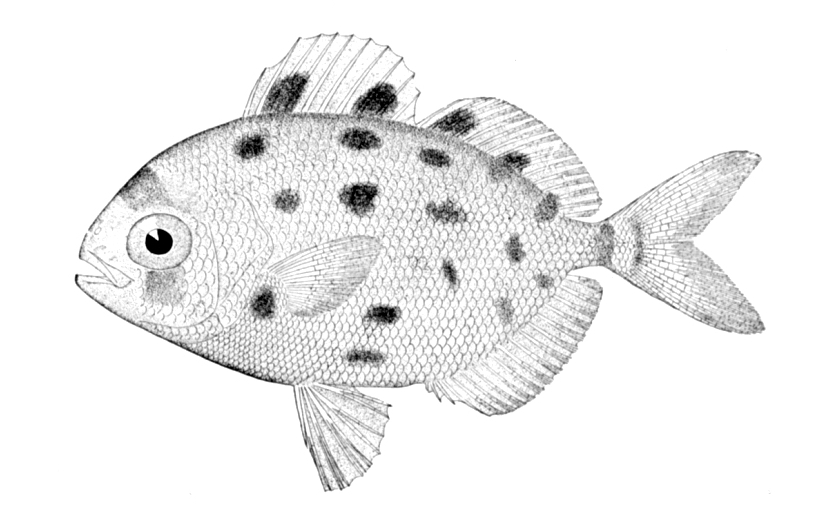
Psenes maculatus

## Zasięg występowania
Wody tropikalne i subtropikalne.

## Klasyfikacja
Rodzaje zaliczane do tej rodziny:
Cubiceps − Nomeus − Psenes